# MNK Izola
Mladinski nogometni klub Izola (tiếng Việt: Câu lạc bộ bóng đá Trẻ Izola), thường hay gọi MNK Izola hoặc đơn giản Izola, là một câu lạc bộ bóng đá Slovenia đến từ Izola, hiện tại thi đấu ở Giải bóng đá hạng ba quốc gia Slovenia. Izola được thành lập năm 1996 sau sự tan rã của NK Izola, một câu lạc bộ đã giải thể sau mùa giải [[Giải bóng đá vô địch quốc gia Slovenia 1995–96]| 1995–96]] vì nợ tài chính quá lớn. Vì vậy danh hiệu và thành tích của hai câu lạc bộ là độc lập hợp pháp theo Hiệp hội bóng đá Slovenia.

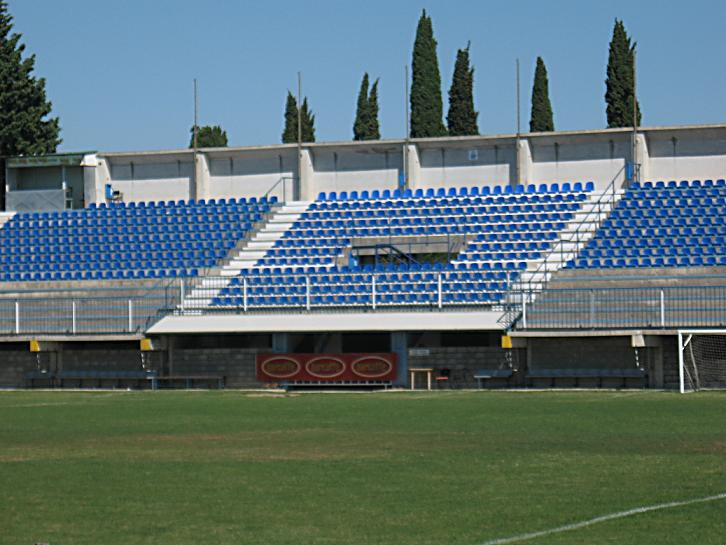
Sân vận động Thành phố Izola

## Danh hiệu
- Giải bóng đá hạng ba quốc gia Slovenia: 1

2001–02
- Giải bóng đá hạng tư quốc gia Slovenia: 1

2000–01